# Porto de Pemba
O Porto de Pemba localiza-se na província de Cabo delgado em Moçambique.
Possui um cais com 183 metros de comprimento e uma largura de 17 metros, perfazendo uma área de 3.103 metros quadrados. Tem duas frentes de acostagem, uma com 135 metros de comprimento e uma profundidade entre 7 e 8 metros e a outra com 25 metros e uma profundidade de 2 a 5 metros.
O Porto de Pemba tem uma área de armazenagem de 20.000 metros quadrados, com um único armazém de 1.800 metros quadrados. O terminal é servido por um pórtico de 25 toneladas, sete empilhadeiras, cujas capacidades variam entre 2,5 e 28 toneladas, e dois tractores.
1. ↑  CFM - https://www.cfm.co.mz/index.php/pt/infraestruturas/porto-de-pemba